# 拉代西拉德
拉代西拉德（法語：La Désirade，法語發音：[la deziʁad]）是法国海外省瓜德罗普的一个市镇，涵盖同名岛嶼及珀蒂特特爾群島，属于皮特尔角城区。

## 地理
拉代西拉德（16°18'12"N, 61°4'31"W）面积21.12 平方千米。由于拉代西拉德为一岛屿，故不与任何市镇接壤。
拉代西拉德的时区为UTC−04:00（大西洋时区）。

## 行政
拉代西拉德的邮政编码为97127，INSEE市镇编码为97110。

## 政治
拉代西拉德所属的省级选区为圣弗朗索瓦县。

## 人口
拉代西拉德于2022年1月1日时的人口数量为1349人。